# Spawanie podwodne

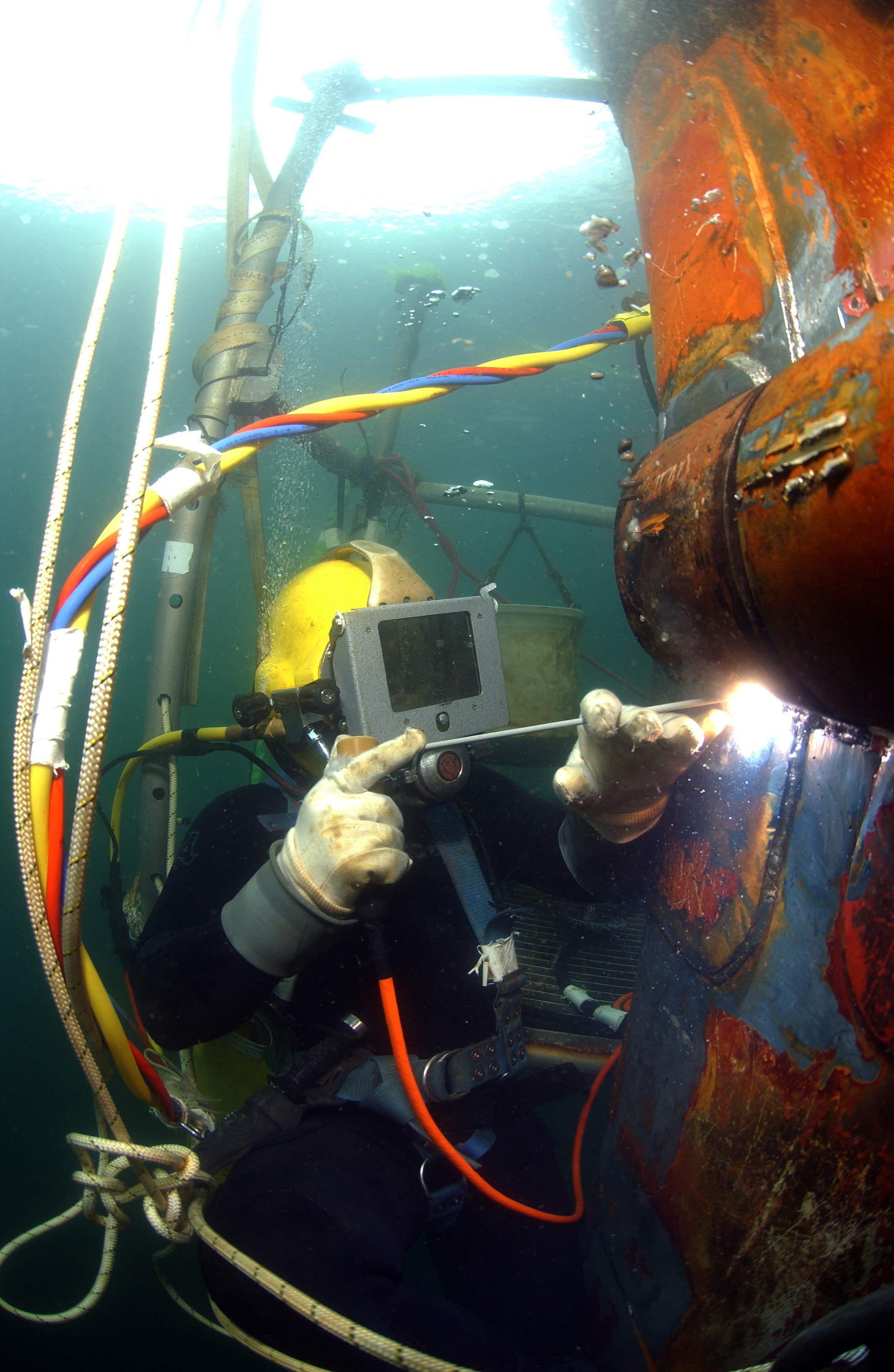
Spawacz podwodny United States Navy podczas prac remontowych na okręcie USS Ogden (2007)

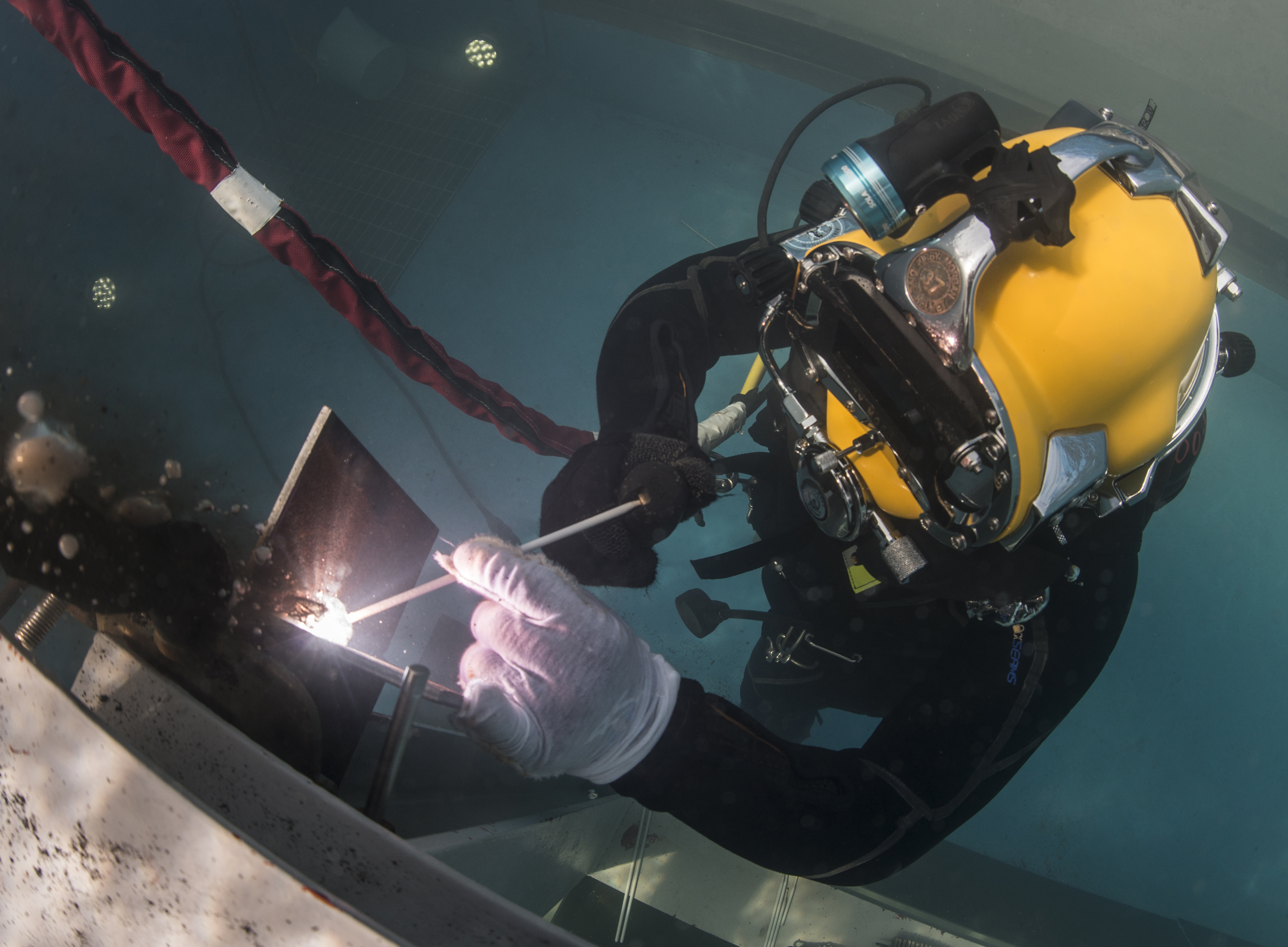
Spawacz podwodny US Navy podczas praktyki w Jinhae (2016)

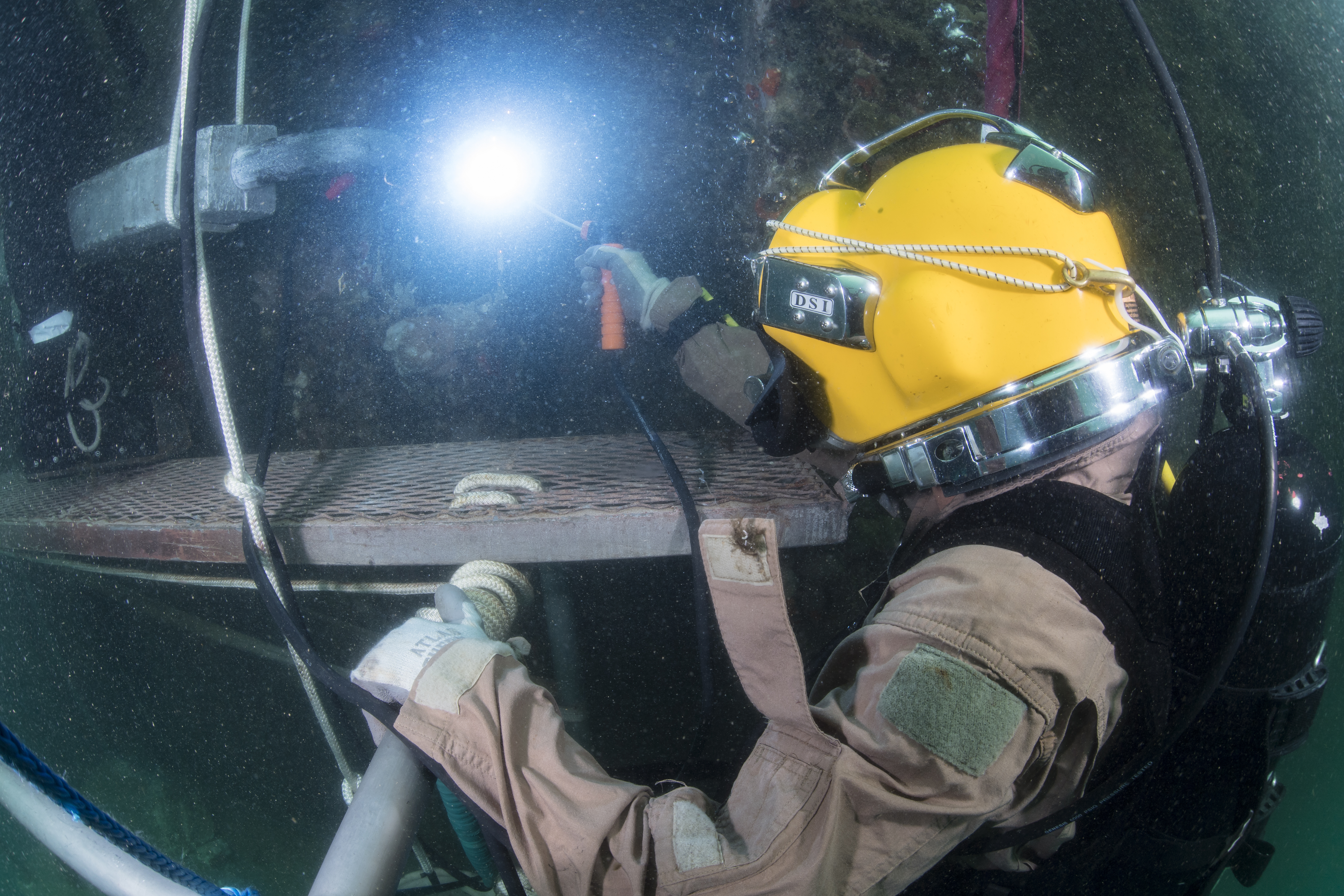
Spawacz podwodny US Navy na wyspie Guam (2017)

Spawanie podwodne – spawanie wykonywane pod wodą wynalezione przez radzieckiego metalurga Konstantina Chrenowa w 1932 roku, stosowane między innymi przy naprawie statków, morskich platform wiertniczych i rurociągów.

## Charakterystyka
Procesy spawalnicze nabierają coraz większego znaczenia w prawie wszystkich gałęziach przemysłu wytwórczego oraz w zastosowaniach konstrukcyjnych, takich jak metalowe szkielety budynków. Spośród wielu technik spawania w atmosferze, większości nie można stosować w kontakcie z wodą. Większość prac naprawczych i powierzchniowych na morzu jest wykonywana na płytkich głębokościach lub w rejonie okresowo zalewanym wodą. Jednak najbardziej wymagającym technologicznie zadaniem jest naprawa na większych głębokościach, zwłaszcza w przypadku budowy rurociągów oraz naprawy rozdarć i pęknięć w konstrukcjach morskich i na jednostkach pływających. Spawanie podwodne może być najtańszą opcją konserwacji i naprawy statków, ponieważ omija konieczność wyciągania konstrukcji z morza i oszczędza cenny czas i koszty dokowania w suchym doku. Umożliwia również awaryjne naprawy, aby umożliwić bezpieczny transport uszkodzonej konstrukcji do suchych obiektów w celu trwałej naprawy lub złomowania.

## Metody
Spawanie podwodne może odbywać się na mokro w samej wodzie lub na sucho w specjalnej podwodnej komorze, szczelnie oddzielającej spawacza od podwodnego środowiska. W metodzie na mokro nurek, sprzęt spawalniczy oraz elementy spawane są w stałym kontakcie z wodą, która przez swoją temperaturę, ma największy wpływ na jakość spawu. W metodzie na sucho rozróżnia się spawanie izobaryczne w którym używa się specjalnej komory, pozwalającej uzyskać warunki zbliżone do pracy na powietrzu oraz spawanie hiperbaryczne w którym także używa się komory ale o podwyższonym ciśnieniu, co powoduje możliwość spawania na większej głębokości.
Podczas spawania na mokro stosuje się spawanie wodoodpornymi elektrodami otulonymi, ale również spawanie drutem rdzeniowym i zgrzewanie tarciowe. Metoda spawania na mokro jest generalnie ograniczona do stali o niskiej zawartości węgla, zwłaszcza na większych głębokościach, z powodu kruchości wodorowej. Podczas spawania na sucho stosuje się spawanie wodoodpornymi elektrodami otulonymi, spawanie drutem rdzeniowym, spawanie TIG, spawanie MIG/MAG oraz spawanie plazmowe. Spawanie hiperbaryczne na sucho odbywa się do głębokości wody mniejszej niż 400 metrów ze względu na możliwości fizjologiczne nurków do obsługi sprzętu spawalniczego przy wysokich ciśnieniach oraz praktyczne względy dotyczące budowy zautomatyzowanej komory ciśnieniowo-spawalniczej na głębokości. 
Przy spawaniu podwodnym przydatny jest gaz MAPP (skroplona mieszanina propanu, butanu, propynu i propadienu).

## Zagrożenia
Zagrożenia związane ze spawaniem pod wodą obejmują porażenie prądem elektrycznym, chorobę dekompresyjną, zaburzenia procesów poznawczych i układu mięśniowo-szkieletowego.